# عودا
عودا (به هلندی: Oud-Aa) یک منطقهٔ مسکونی در هلند است که در استیختسه فخت واقع شده‌است. عودا ۲۲۰ نفر جمعیت دارد.